# 1966年度国防白書
1966年度国防白書は1966年に公開されたイギリスの国防白書。全ての防衛産業に大きな影響を及ぼしたが、とりわけ航空機産業への影響が大きかった。当時国防大臣だったデニス・ヒーリーがこの白書を作成した。ここでは最も大きな影響を受けた航空機産業を重点的に記述する。

## 概要
第二次世界大戦後、植民地が独立してスエズ以東からの駐留軍の撤収と1960年代の経済危機により、年々高騰し続ける軍用機の開発はもはやイギリス一国には負担しきれなくなりつつあった。
1964年10月の総選挙により保守党から政権を引き継いだ労働党は行政機構の大改革を行なった。これに先立ち1963年10月の党大会においてハロルド・ウィルソン党首は「イギリス労働党と科学革命」と題する同党基本政策声明を行なっており、同党科学政策の基本理念は"社会主義を科学に"、"科学を社会主義に"の合言葉にみられるように科学革命に必要とされる経済・社会体制の変革を社会主義の路線において実現しようとするところにあり、「これは英国科学研究を総動員して技術における新しい突破口を開くことである。過去数年にわたり、英国は数十億ポンドの大金を国防の分野における方向を誤った研究開発契約に消費してきた。もしこの方向を今後、非軍事産業に使用するとすれば英国を再度世界の先端を行く工業国と呼べるような新しい産業を建設することができる」と述べていた。このようにして国家の研究資金を軍事から非軍事へ配分しつつ、研究開発の領域と規模を拡大して行き、政府委託を柱とする国家の研究投資によって創成される新産業は国有企業化とするという政策が立案されていた。新政府は,その組織にあたって技術省を新設して産業研究を強力に措進させることとした。

## 航空機の計画の中止
当時開発が進められていたBAC TSR-2、アームストロング・ホイットワース AW.681、ホーカー・シドレー P.1154が開発中止になった。
これらの機体の代替には、アメリカからF-111K、C-130 ハーキュリーズ、F-4K/M ファントムIIが導入されることとなった。
ただし、F-111Kについては1968年に導入が中止され、代替機として海軍で余剰化しつつあったブラックバーン バッカニアが順次空軍へ移管（一部新造機含む）された。（海軍でバッカニアが余剰化したのも、同じ1966年度国防白書によるCVA-01級航空母艦建造計画の中止、ひいては正規空母全廃の方針が招いた事態である。）

## 航空機産業の再再編
1960年代初頭に再編され、ホーカー・シドレーとブリティッシュ・エアクラフト・コーポレーションによる2つの機体製造グループとウエストランド・エアクラフトによるヘリコプターメーカー、ブリストル・シドレーとロールス・ロイス・リミテッドによる2つのエンジン製造グループに再編されたが、再び、再編の波をかぶることになった。
1959年にアームストロング・シドレーとブリストルのエンジン部門が合併してブリストル・シドレーになったが1966年にロールス・ロイス・リミテッドに買収され、主要なイギリスの航空機エンジン製造会社としてRRのみが存続した。

## 今日における評価
第二次世界大戦後、植民地を失い、徐々に衰退するイギリスの航空機産業の再編を促し、業界の存続に一定の成果を挙げたという一方で、BAC TSR-2のような革新的な航空機の自主開発を放棄した事で弱体化に拍車をかけたとの評価もある。その後、イギリスの航空機産業界は独自開発路線を放棄してアメリカ合衆国やフランス、ドイツの航空機産業との連携を模索することになる。

## 影響を受けた計画
1つの機体製造グループ(ブリティッシュ・エアロスペース)と1社のヘリコプターメーカー(ウエストランド・ヘリコプター)、1つのエンジン製造グループ(ロールス・ロイス)に再再編され、従来の単独での開発路線を放棄して国際共同開発路線へと転換する契機となった。
また、余剰になった航空関係の技術者が当時、日本の新幹線に触発されて、世界各地で開発が盛んになりつつあった高速鉄道の開発に従事して振り子式車両であるAPTのAPT-Pやガスタービン動車であるAPT-Eやディーゼル推進式のインターシティー125の開発に携わった。

### 計画続行
- ホーカー・シドレー P.1127

### 計画中止
- BAC TSR-2
- アームストロング・ホイットワース AW.681
- ホーカー・シドレー P.1154

### 国際共同開発
- AFVG（フランスとの共同開発、後に計画中止）
- SEPECAT ジャギュア（フランスとの共同開発）
- コンコルド（フランスとの共同開発）
- トーネード IDS（西ドイツ・イタリアとの共同開発）
- トーネード ADV（西ドイツ・イタリアとの共同開発）